# Kecamatan Adonara Barat
Kecamatan Adonara Barat är ett distrikt i Indonesien.   Det ligger i provinsen Nusa Tenggara Timur, i den sydöstra delen av landet, 1 800 km öster om huvudstaden Jakarta. Kecamatan Adonara Barat ligger på ön Pulau Adonara.